# Rajd Austrii
Rajd Austrii (inaczej z niem. Österreichische Alpenfahrt lub Austriacki Rajd Alpejski) – rajd samochodowy rozgrywany w Austrii.
Rajd był rozgrywany w latach 1910–1973. Jest to najstarszy rajd, który był eliminacją rajdowych mistrzostw świata, starszy nawet niż Rajd Monte Carlo, bo ten narodził się w roku 1911. Przed I wojną światową uważany był za jeden z najtrudniejszych w Europie. Samochody były wtedy zawodne, a trasy rajdu prowadziły często górskimi, stromymi i niepewnymi ścieżkami. Rajd Austrii w swojej historii był eliminacją Rajdowych Mistrzostw Europy, a w roku 1973 został eliminacją Rajdowych Mistrzostw Świata. Po roku 1973 rajd nie był już rozgrywany ze względu na kryzys naftowy.

## Zwycięzcy[1]
| Rok  | Rajd                                   | Zwycięzca                                         | Pilot            | Samochód                 | Seria |
| ---- | -------------------------------------- | ------------------------------------------------- | ---------------- | ------------------------ | ----- |
| 1910 | 1. Österreichische Alpenfahrt          |                                                   |                  |                          |       |
| 1911 | 2. Österreichische Alpenfahrt          |                                                   |                  |                          |       |
| 1912 | 3. Österreichische Alpenfahrt          |                                                   |                  |                          |       |
| 1913 | 4. Österreichische Alpenfahrt          |                                                   |                  |                          |       |
| 1914 | 5. Österreichische Alpenfahrt          |                                                   |                  |                          |       |
| 1923 | 6. Gesellschafts-Alpenfahrt            | Rudolf Kinsky                                     |                  | Steyr 3.3                |       |
| 1925 | 7. Österreichische Alpenfahrt          | Heinrich Schönfeldt                               |                  | Steyr VII                |       |
| 1928 | 8. Alpenländische Kartellfahrt         | Josef Sigl                                        |                  | Gräf & Stift 78 litre    |       |
| 1930 | 9. Fahrt um den Österr. Alpenpokal     | Desiderius von Bitzy                              |                  | Austro-Daimler           |       |
| 1933 | 10. Fahrt um den Österr. Alpenpokal    |                                                   |                  |                          |       |
| 1934 | 11. Fahrt durch die Österr. Alpen      |                                                   |                  |                          |       |
| 1934 | 12. Österreichische Höhenstrassenfahrt | Ernst Rausch                                      | Rudolf Zikesch   | Steyr 100                |       |
| 1935 | 13. Österreichische Höhenstrassenfahrt |                                                   |                  |                          |       |
| 1937 | 14. Österreichische Alpenfahrt         | Fritz von Hanstein                                |                  | Hanomag                  |       |
|      |                                        |                                                   |                  |                          |       |
| 1949 | 16. Int. Österreichische Alpenfahrt    | Vladimir Formánek                                 |                  | Tatra 600 Tatraplan      |       |
|      |                                        |                                                   |                  |                          |       |
| 1951 | 22. Int. Österreichische Alpenfahrt    | Rudolf Smoliner                                   |                  | Lancia Appia             |       |
| 1952 | 23. Int. Österreichische Alpenfahrt    |                                                   |                  |                          |       |
| 1953 | 25. Int. Österreichische Alpenfahrt    | Hubert Brand                                      |                  | DKW F89                  |       |
| 1954 | 25. Int. Österreichische Alpenfahrt    | Wolfgang Denzel                                   |                  | Denzel 1300              |       |
| 1955 | 26. Int. Österreichische Alpenfahrt    | Karl Hirsch                                       |                  | DKW F91                  |       |
| 1956 | 27. Int. Österreichische Alpenfahrt    |                                                   |                  |                          |       |
| 1957 | 28. Int. Österreichische Alpenfahrt    |                                                   |                  |                          |       |
| 1958 | 29. Int. Österreichische Alpenfahrt    |                                                   |                  |                          |       |
| 1959 | 30. Int. Österreichische Alpenfahrt    |                                                   |                  |                          |       |
| 1960 | 31. Österreichische Alpenfahrt         | Ferdinand Mitterbauer                             |                  | NSU Prinz                |       |
| 1961 | 32. Österreichische Alpenfahrt         | Rudolf Trefz                                      |                  | Porsche 356 Carrera      |       |
| 1962 | 33. Österreichische Alpenfahrt         | Johannes Ortner                                   |                  | Steyr Puch 500           |       |
| 1963 | 34. Österreichische Alpenfahrt         | Ferdinand Mitterbauer Wilfried Gass Eduard Wieser |                  |                          |       |
| 1964 | 35. Österreichische Alpenfahrt         | Paddy Hopkirk                                     | Henry Liddon     | Austin-Healey 3000       | ERC   |
| 1965 | 36. Österreichische Alpenfahrt         | Arnulf Pilhatsch                                  | Peter Lederer    | BMW 1800                 |       |
| 1966 | 37. Österreichische Alpenfahrt         | Paddy Hopkirk                                     | Henry Liddon     | Mini Cooper S            | ERC   |
| 1967 | 38. Österreichische Alpenfahrt         | Sobiesław Zasada                                  | Jerzy Dobrzański | Porsche 911 S            | ERC   |
| 1968 | 39. Österreichische Alpenfahrt         | Bengt Söderström                                  | Gunnar Palm      | Ford Escort Twin Cam     | ERC   |
| 1969 | 40. Österreichische Alpenfahrt         | Hannu Mikkola                                     | Mike Wood        | Ford Escort Twin Cam     | ERC   |
| 1970 | 41. Österreichische Alpenfahrt         | Björn Waldegård                                   | Lars Nyström     | Porsche 911 SC           | IMC   |
| 1971 | 42. Österreichische Alpenfahrt         | Ove Andersson                                     | Arne Hertz       | Alpine-Renault A110 1600 | IMC   |
| 1972 | 43. Österreichische Alpenfahrt         | Håkan Lindberg                                    | Helmut Eisendle  | Fiat 124 Sport Spyder    | IMC   |
| 1973 | 44. Österreichische Alpenfahrt         | Achim Warmbold                                    | Jean Todt        | BMW 2002 TII             | WRC   |